# Melampophylax altuspyrenaicus
Melampophylax altuspyrenaicus är en nattsländeart som beskrevs av Lazar Botosaneanu 1994. Melampophylax altuspyrenaicus ingår i släktet Melampophylax och familjen husmasknattsländor. Inga underarter finns listade i Catalogue of Life.